# Reino de Algeciras

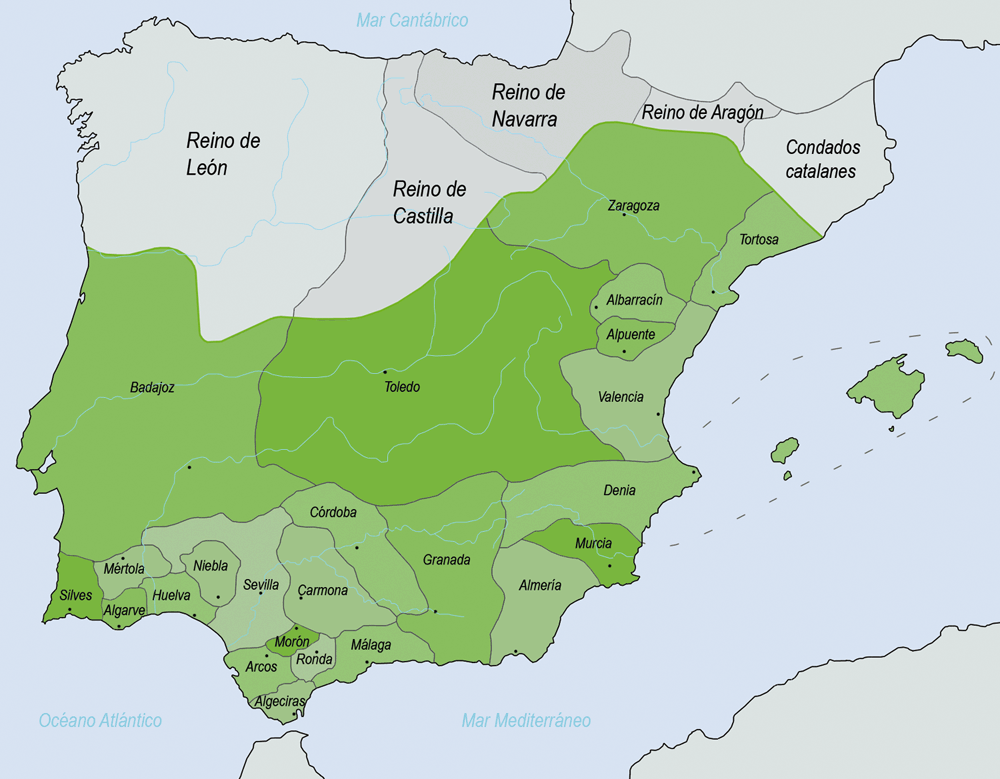
Os pequenos reinos de taifas em 1031

Designam-se por Reino de Algeciras três distintos reinos que existiram na actual comarca espanhola de Campo de Gibraltar. Estes reinos foram o Reino taifa de Algeciras, o Reino merínida de Algeciras e o Reino castelhano de Algeciras.

## Reino taifa de Algeciras
A taifa de Algeciras foi um reino taifa muçulmano do Alandalus que se proclamou reino independente em 1013, na sequência da desintegração que o Califado de Córdova sofria desde 1009. Foi anexada à Taifa de Sevilha em 1055, sendo uma das primeiras taifas a ser constituída "reino".
Quando Solimão Almostaim se separou do Califado de Córdova entregou a regência de Algeciras aos hamúdidas, facção berbere que o teria ajudado a subir ao poder. O primeiro Senhor de Algeciras foi Alcacim Almamune, que mais tarde seria califa de Córdova. O seu sobrinho Iáia Almotali anexou o reino à Taifa de Málaga em 1035, até Abu Hegiague proclamar como Emir de Algeciras, em 1039, a Maomé ibne Alcacim, filho do primeiro Emir. Em 1055, Almutâmide, Senhor de Sevilha, apresentou-se às portas de Algeciras para obrigar Maomé ibne Alcacim a anexar o seu reino à Taifa de Sevilha.

## Reino merínido de Algeciras
Após a reconquista castelhana, os territórios da antiga taifa de Algeciras passaram a formar parte do Reino de Sevilha. Assim permaneceram pouco tempo, pois foram arrebatados a Afonso X, o Sábio pelo Reino de Granada. Em 1275, o rei de Granada Maomé II entregou a administração de Algeciras ao rei merínida Abu Iúçufe Iacube, que passou a denominar-se "Rei de Algeciras e Ronda". Este Reino Merínida assim permaneceu até 1344, altura em que Afonso XI o anexou após um largo assédio à Coroa de Castela.

## Reino castelhano de Algeciras
Na sequência da anexação do Reino Merínida de Algeciras à Coroa de Castela de Afonso XI, em 1344, o título de "Rei de Algeciras" figurou entre os títulos dos monarcas castelhanos. No entanto, após a morte do monarca enquanto sitiava Gibraltar em 1350, Castela ficou debilitada pelas lutas dinásticas. Maomé V toma assim a oportunidade de sitiar a cidade e reconquistá-la em 1369. O sultão nacérida mandou reconstruir as muralhas e repovoar a cidade para, em 1379 - compreendo que Castela se havia recomposto das lutas internas e que não tinha forma de conservar a cidade durante muito tempo -, destruí-la para que não voltasse para mãos castelhanas. Após a destruição de Algeciras, o território do seu antigo reino passou a pertencer sucessivamente a Tarifa, a Jerez de la Frontera e, finalmente, a Gibraltar, aquando da sua conquista definitiva em 1462.